# Ilia II van Georgië
Ilia II (Georgisch:ილია II) (Vladikavkaz, 4 januari 1933) is een Georgisch geestelijke en de geestelijk leider van de Georgisch-Orthodoxe Kerk.

## Biografie
Ilia II is als Irakli Goedoesjaoeri-Sjiolasjvili geboren in Vladikavkaz (Noord-Ossetië, Rusland). Hij is een nakomeling van een invloedrijke Oost-Georgische clan met familiale banden met het voormalige koninklijk huis Bagrationi.
Goedoesjaoeri-Sjiolasjvili studeerde aan de theologische academie van Moskou. Nadat hij als monnik was ingetreden nam hij de naam Ilia aan.
Ilia werd in 1957 tot hiërodiaken gewijd, en in 1959 tot hiëromonnik. Nadat hij in 1960 zijn opleiding had afgesloten, keerde hij terug naar Georgië. In 1961 werd hij verheven tot hegoumen, en in hetzelfde jaar ook tot archimandriet.
Archimandriet Ilia werd op 26 augustus 1963 tot bisschop van Batoemi en Shemokmedi gewijd. Hij werd in dat jaar ook rector van het seminarie in Mtskheta, een functie die hij tot 1972 bekleedde. In 1967 werd hij gekozen als bisschop van Soechoemi and Abchazië. Hij werd in 1969 verheven tot metropoliet.
Op 25 december 1977 werd metropoliet Ilia gekozen als katholikos-patriarch van de Georgisch-Orthodoxe Kerk. Zijn volledige titel luidt Zijne Heiligheid en Zaligheid, Katholikos-patriarch van Geheel Georgië, aartsbisschop van Mtscheta-Tbilisi Mitropoliet van Bichvinta en Abkhazeti.

## Bezoek in Nederland
Katholikos-Patriarch Ilia II was op 4 mei 1999 en op 5 mei 2005 in Nederland bij de herdenking op de Erebegraafplaats Hoge Berg Texel van de opstand van de Georgiërs op Texel.